# Better Than Raw
Better Than Raw è l'ottavo album registrato in studio del gruppo power metal tedesco Helloween, pubblicato nel 1998.
Dall'album furono estratti due singoli: I Can e Hey Lord!.
La canzone Lavdate Dominvm venne scritta come omaggio ai fan spagnoli, sudamericani e provenienti da altri paesi a maggioranza cattolica. Il testo è in latino.

## Tracce
1. Deliberately Limited Preliminary Prelude Period in Z – 1:45 (musica: Uli Kusch) – strumentale
2. Push – 4:45 (testo: Andi Deris, Kusch, Michael Weikath – musica: Kusch)
3. Falling Higher – 4:45 (testo: Deris, Weikath – musica: Weikath)
4. Hey Lord! – 4:07 (Deris)
5. Don't Spit on My Mind – 4:27 (testo: Deris – musica: Deris, Markus Großkopf)
6. Revelation – 8:21 (testo: Deris – musica: Kusch)
7. Time – 4:21 (Deris)
8. I Can – 4:38 (testo: Weikath – musica: Deris, Weikath)
9. A Handful of Pain – 4:49 (testo: Deris – musica: Kusch)
10. Lavdate Dominvm – 5:10 (Weikath)
11. Midnight Sun – 6:19 (Weikath)

### Expanded Edition bonus track
1. Back On The Ground (Precedentemente traccia bonus giapponese) – 4:39 (Kusch/Deris)
2. A Game We Shouldn't Play (dal singolo I Can) – 3:38 (Deris)
3. Perfect Gentleman (Bootleg Live Version, dal singolo "Hey Lord!") – 3:27 (Kusch/Deris)
4. Moshi Moshi~Shiki No Uta (Live Drum Solo, dal singolo Hey Lord!) – 6:53 (Kusch/Grapow)

## Formazione
- Andi Deris - voce
- Markus Großkopf - basso
- Michael Weikath - chitarre
- Roland Grapow - chitarre
- Uli Kusch - percussioni